# Neoimbecilla kiperi
Neoimbecilla kiperi är en insektsart som först beskrevs av Beamer 1929.  Neoimbecilla kiperi ingår i släktet Neoimbecilla och familjen dvärgstritar. Inga underarter finns listade i Catalogue of Life.